# Rainier III của Monaco
Rainier III của Monaco (Rainier Louis Henri Maxence Bertrand Grimaldi; 31 tháng 5 năm 1923 - 6 tháng 4 năm 2005) là Thân vương xứ Monaco từ năm 1949 đến khi ông qua đời vào năm 2005. Rainier đã cai trị Công quốc Monaco trong gần 56 năm, khiến ông trở thành một trong những vị quân chủ cầm quyền lâu nhất trong lịch sử Châu Âu.
Rainier được sinh ra tại Cung điện Thân vương Monaco, là con trai duy nhất của Thân vương Pierre và Thân vương nữ Charlotte xứ Monaco. Ông là người chịu trách nhiệm chính trong việc chuyển đổi nền kinh tế của Monaco, từ việc kinh doanh các sòng bạc truyền thống thành thiên đường thuế và điểm đến văn hóa du lịch. Thân vương cũng điều phối những cải cách đáng kể của Hiến pháp Monaco, trong đó hạn chế quyền lực của chế độ cai trị cha truyền con nối.
Rainier kết hôn với ngôi sao điện ảnh người Mỹ Grace Kelly vào năm 1956, điều này đã thu hút sự chú ý của giới truyền thông toàn cầu. Họ có ba người con: Caroline, Albert và Stéphanie. Ông qua đời vào tháng 4 năm 2005 do các biến chứng liên quan đến nhiễm trùng phổi do hút thuốc thường xuyên; ông được kế vị bởi con trai của mình là Thân vương Albert II.

## Đầu đời
Rainier được sinh ra tại Cung điện Thân vương ở Monaco, là con trai duy nhất của Thân vương nữ tế Pierre của Monaco, Công tước xứ Valentinois và Thân vương nữ Charlotte, Nữ công tước xứ Valentinois. Rainier có người chị, Thân vương tôn nữ Antoinette.
Rainier được giáo dục ở Anh, tại các trường công lập uy tín của Summerfields ở St Leonards-on-Sea, Sussex, và sau đó tại Stowe, ở Buckinghamshire. Sau khi đến Anh, Rainier đã tham dự Học viện Le Rosey ở Rolle và Gstaad, Thụy Sĩ từ năm 1939, trước khi tiếp tục vào Đại học Montpellier ở Pháp, nơi ông lấy bằng Cử nhân Nghệ thuật vào năm 1943.
Trong Thế chiến II Rainier gia nhập Quân đội Pháp tự do vào tháng 9 năm 1944, và phục vụ dưới quyền tướng de Monsabert làm trung úy thứ hai.
Trong những năm 1940 và 1950, Rainier có mối quan hệ mười năm với nữ diễn viên điện ảnh người Pháp Gisèle Pascal, người mà anh đã gặp trong khi còn là sinh viên tại Đại học Montpellier, và cặp đôi này sống ở Saint-Jean-Cap-Ferrat. Chị gái của Rainier, Công chúa Antoinette, vì muốn con trai mình lên ngôi, nên lan truyền tin đồn rằng Pascal vô sinh. Những tin đồn kết hợp với nguồn gốc gia đình của Pascal cuối cùng đã kết thúc mối quan hệ giữa Rainier và Pascal.
Rainier trở thành người kế vị Monaco sau cái chết của Louis II vào ngày 9 tháng 5 năm 1949.

## Trị vì

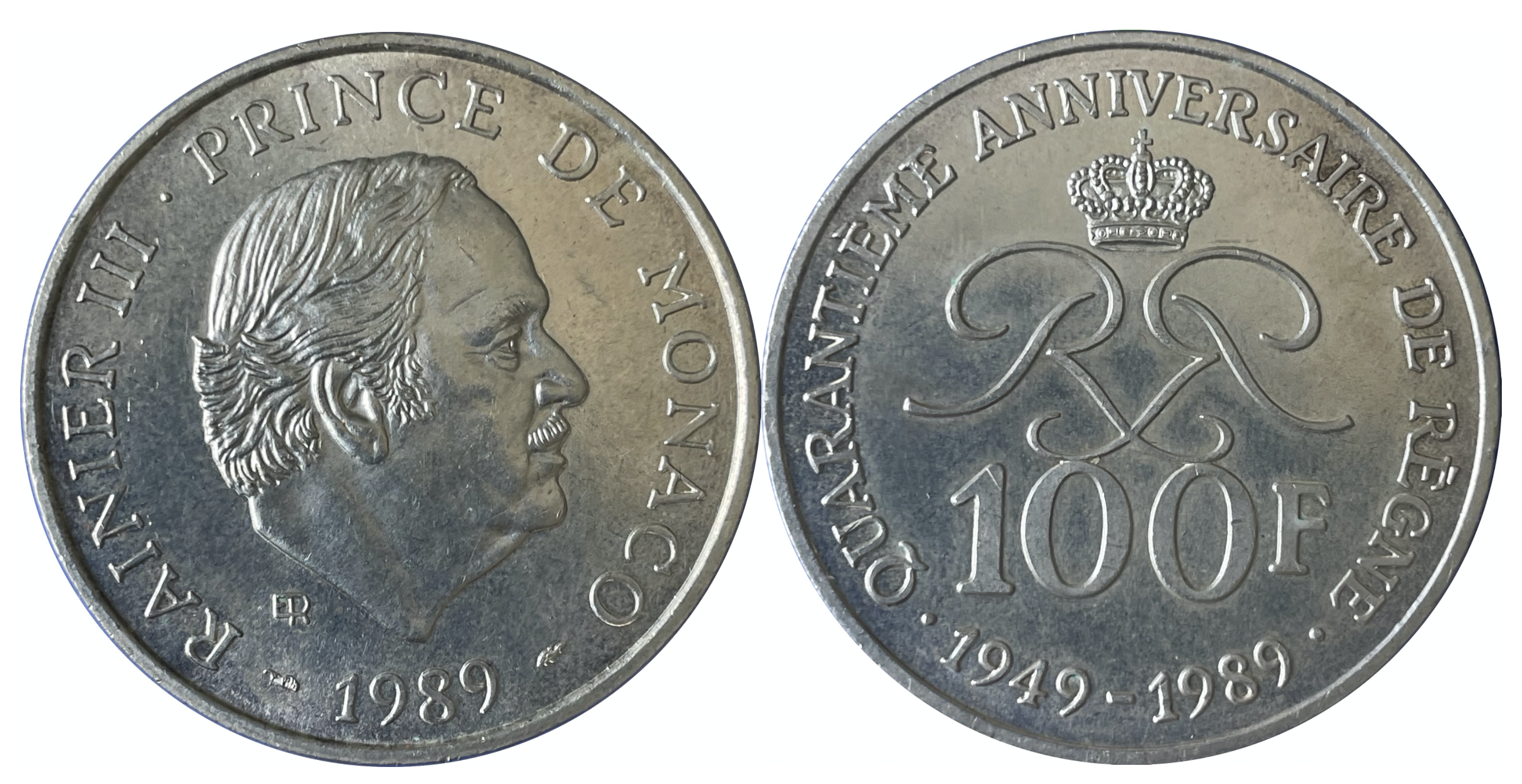
Xu bạc: 100 Francs, Kỷ niệm 40 năm Rainier III trị vì Monaco (1949 - 1989)

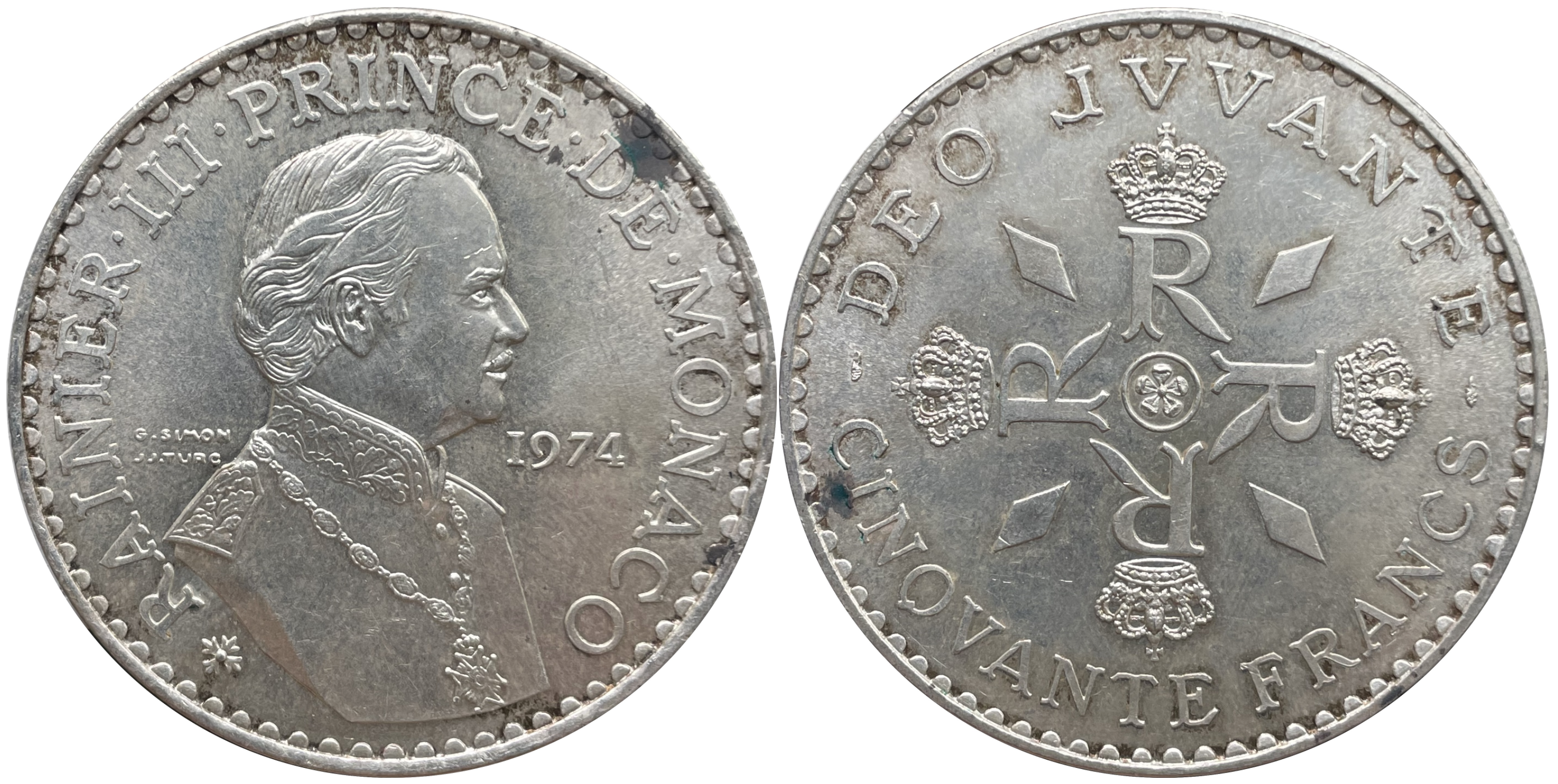
Xu bạc: 50 francs, Kỷ niệm 25 năm trị vì của Rainier III

Sau khi lên ngôi, Rainier đã làm việc một cách tỉ mỉ để phục hồi lại Monaco, đã trở nên suy thoái trong một thời gian dài (đặc biệt là tài chính) và vụ bê bối (mẹ của anh, Thân vương nữ Charlotte, đã lấy một viên đá quý nổi tiếng được gọi là René the Cane). Rainier phải đối mặt với thực tế là kho bạc quốc gia hiện đang trống rỗng. Khách hàng cờ bạc truyền thống của quốc gia nhỏ này, phần lớn là quý tộc châu Âu, nhận thấy tài sản của mình đã giảm đáng kể sau Thế chiến II. Các trung tâm cờ bạc khác đã được mở ra để cạnh tranh với Monaco, nhiều nơi đã thành công. Để bù đắp cho sự mất mát thu nhập này, Rainier quyết định quảng bá Monaco như một thiên đường thuế, trung tâm thương mại, phát triển bất động sản và thu hút khách du lịch quốc tế. Những năm đầu triều đại của ông đã chứng kiến sự tham gia của ông trùm vận tải Hy Lạp Aristotle Onassis, người nắm quyền kiểm soát Société des Bains de Mer (SBM) và quản lý Monaco như là một khu nghỉ mát cờ bạc. Hoàng tử Rainier giành lại quyền kiểm soát SBM năm 1964, bảo đảm hiệu quả tầm nhìn của ông về Monaco sẽ được thực hiện. Ngoài ra, Societé Monégasque de Banques, một ngân hàng nắm giữ một lượng vốn khổng lồ của Monaco, đã bị phá sản bởi các khoản đầu tư vào một công ty truyền thông vào năm 1955, dẫn đến việc từ chức hội đồng nội các của Monaco.
Rainier cũng chịu trách nhiệm về hiến pháp mới của chính quyền vào năm 1962 (Ông đã đình chỉ Hiến pháp trước đó vào năm 1959, và nói rằng "nó đã cản trở cuộc sống hành chính và chính trị của đất nước.") Những thay đổi đã kết thúc quy tắc tự trị, đặt quyền lực vào hoàng tử và Hội đồng Quốc gia gồm mười tám thành viên được bầu.
Hệ thống thuế má của Monaco mới là điểm độc đáo thu hút những người giàu có đến ở. Ở đây mọi người không phải đóng thuế thu nhập (ngoại trừ công dân Pháp). Thuế trực tiếp duy nhất là thuế lợi tức của các hoạt động công nghiệp và thương mại. Monaco cũng không thu thuế bất động sản hay thuế nhà ở... Một thành công khác của ông hoàng là Monaco được Liên Hợp Quốc chính thức kết nạp làm thành viên ngày 28-5-1993.
Vào thời điểm ông qua đời, ông là người trị vì lâu nhất chỉ sau vua Thái Lan, Bhumibol Adulyadej.

## Hôn nhân và gia đình
Con cái của họ là:

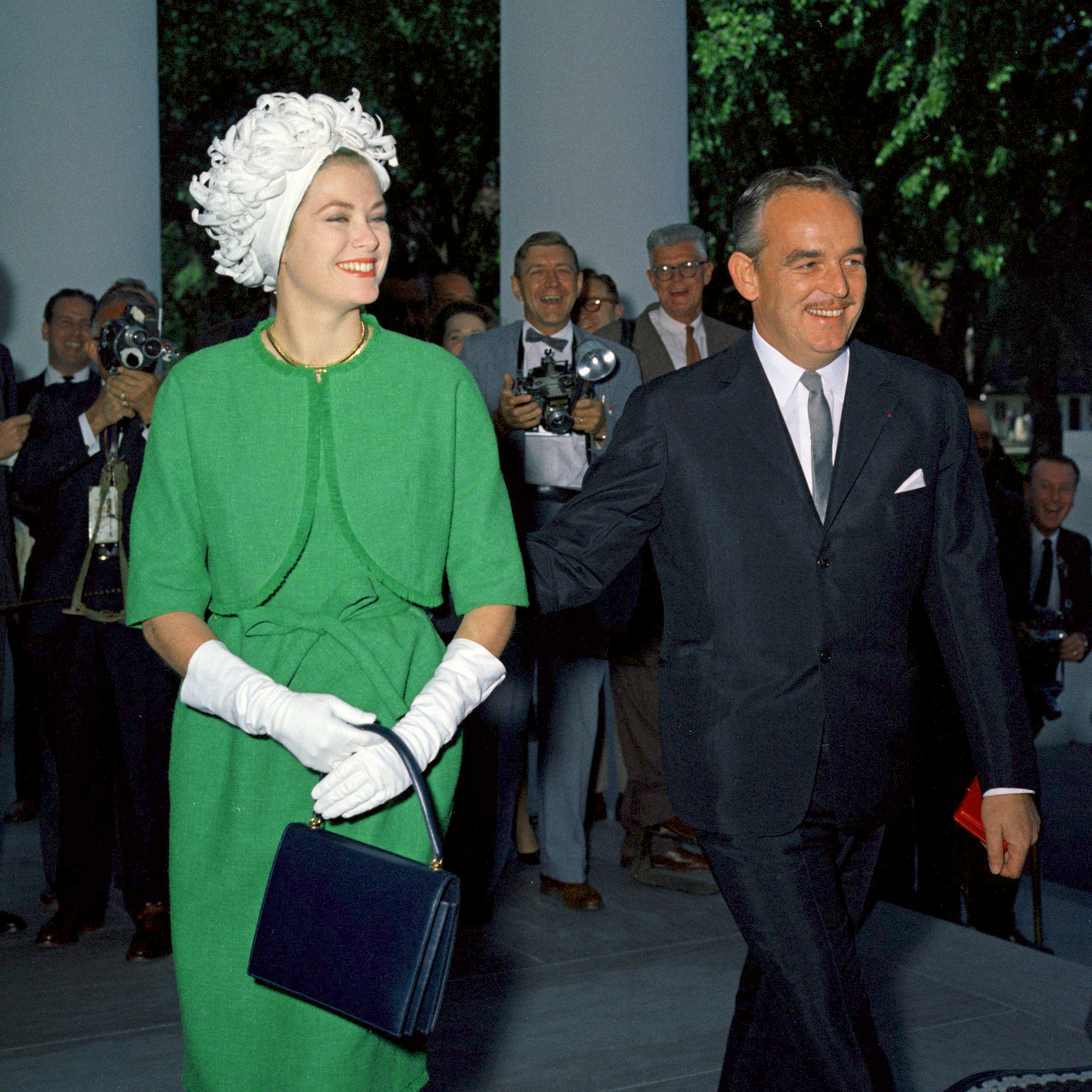
Prince Rainier III và Princess Grace

- Caroline Louise Marguerite, Thân vương nữ Monaco sinh ngày 23 tháng 1 năm 1957 và giờ là Công chúa của Hanover;
- Albert II, Thân vương xứ Monaco, sinh ngày 14 tháng 3 năm 1958, kế thừa ngai vàng của Monaco;
- Stéphanie Marie Elisabeth, Thân vương nữ Monaco, sinh ngày 1 tháng 2 năm 1965.

Năm 1979, Rainier xuất hiện lần đầu cùng với vợ trong một bộ phim độc lập 33 phút tên là Rearranged, được sản xuất tại Monaco. Theo người đồng sáng lập Edward Meeks, sau khi ra mắt nó ở Monaco, Grace đã giới thiệu nó với các giám đốc truyền hình ABC ở New York vào năm 1982, người đã bày tỏ sự quan tâm. Tuy nhiên, Grace qua đời trong một tai nạn xe hơi vào năm 1982, khiến nó không thể phát hành tại Mỹ.
Sau cái chết của Grace, Rainier từ chối tái hôn.

## Cuối đời

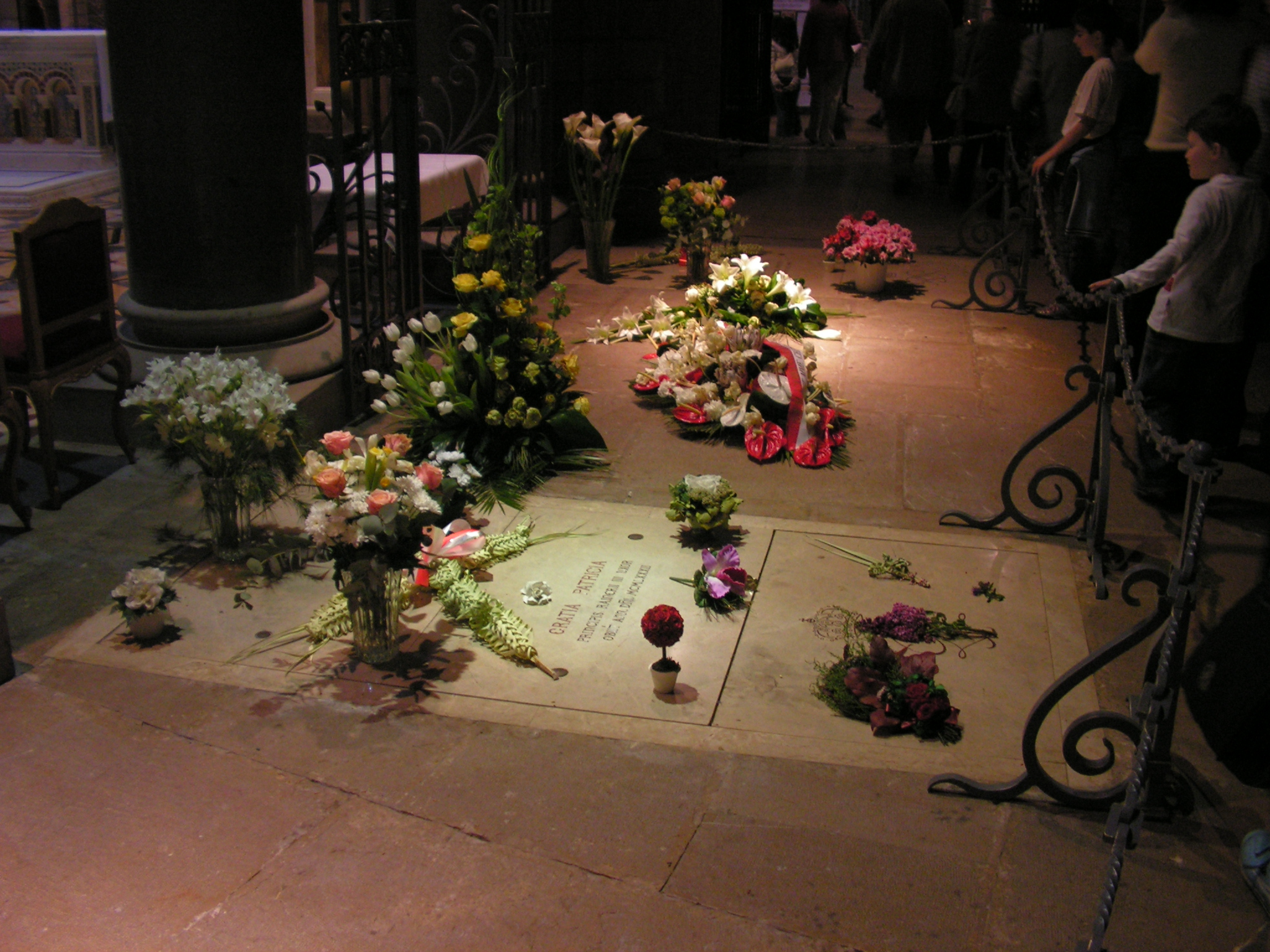
Lăng mộ của Ranieri III & Grace Kelly

Rainier hút 60 điếu thuốc mỗi ngày. Trong những năm cuối đời, sức khỏe của ông dần dần xấu đi. Ông trải qua phẫu thuật vào cuối năm 1999 và 2000, và phải nhập viện vào tháng 11 năm 2002 vì bị nhiễm trùng ngực. Ông đã trải qua ba tuần trong bệnh viện vào tháng 1 năm 2004 cho những gì được mô tả là mệt mỏi chung. Vào tháng 2 năm 2004, ông phải nhập viện với tổn thương mạch vành và mạch máu bị tổn thương. Vào tháng 10 ông lại ở bệnh viện bị nhiễm trùng phổi. Vào tháng 11 năm đó, Thân vương tử Albert đã xuất hiện trên chương trình Larry King Live của CNN và nói với Larry King rằng cha của ông đã ổn, mặc dù ông bị viêm phế quản.
Vào ngày 7 tháng 3 năm 2005, ông lại phải nhập viện vì bị nhiễm trùng phổi. Rainier đã được chuyển đến đơn vị chăm sóc đặc biệt của bệnh viện vào ngày 22 tháng Ba. Một ngày sau, vào ngày 23 tháng 3, ông phải dùng máy thở, do bị suy thận và suy tim. Vào ngày 26 tháng 3, cung điện báo cáo rằng mặc dù có nhiều nỗ lực liên tục để cải thiện sức khỏe của Rainier, tuy nhiên sức khỏe của ông vẫn tiếp tục xấu đi.
Vào ngày 31 tháng 3 năm 2005, sau khi tham khảo ý kiến với Hội đồng Thân vương quốc Monaco, Palais Princier đã thông báo rằng con trai của Rainier, Thân vương tử Albert, sẽ đảm nhận nhiệm vụ của cha mình làm nhiếp chính vì Rainier không thể thực hiện chức năng hoàng gia của mình nữa.
Ngày 6 tháng 4, Rainier qua đời tại Trung tâm Cardiothoracic của Monaco lúc 6:35 sáng giờ địa phương ở tuổi 81. Ông được chôn cất vào ngày 15 tháng 4 năm 2005, bên cạnh vợ ông, Công nương Grace, tại Nhà thờ Saint Nicholas, nơi an nghỉ của các Thân vương Monaco trước đây và vợ của họ, và nơi Thân vương Rainier và Công nương Grace kết hôn năm 1956.